# Struckmeier-Brunnen

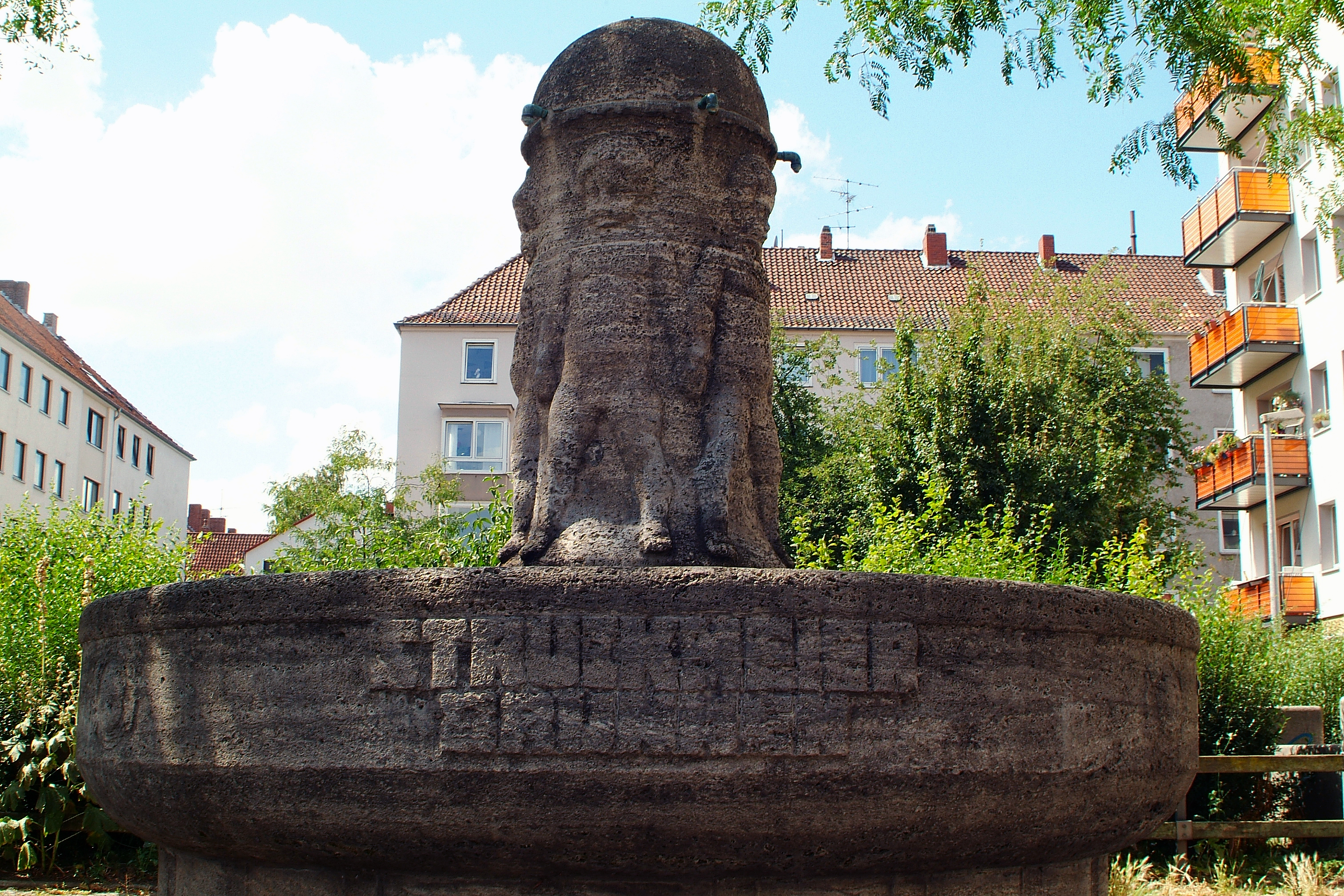
Struckmeier-Brunnen an der Sallstraße Ecke Kleine Düwelstraße in der Südstadt von Hannover; Blick in Richtung Dieckmannstraße

Der Struckmeier-Brunnen in Hannover ist ein denkmalgeschützter Brunnen im Stadtteil Südstadt. Standort ist die Sallstraße Ecke Kleine Düwelstraße.

## Geschichte

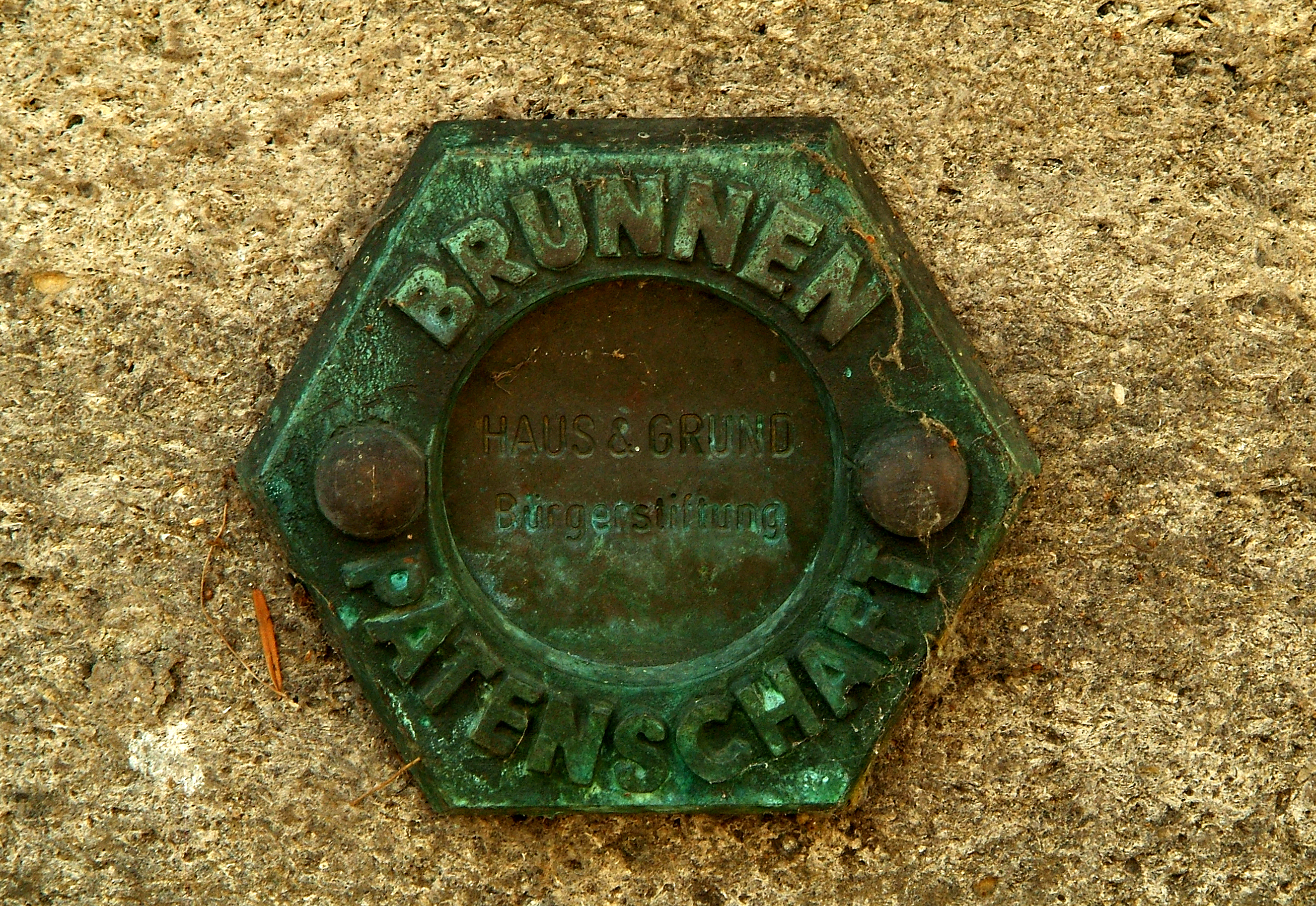
Sichtbar installiert: Dokumentation der Brunnenpatenschaft der „Haus & Grund / Bürgerstiftung“

Die verwitwete Minna Struckmeyer bot der Stadt Hannover 1910 die Schenkung eines Brunnens an. In einer öffentlichen Sitzung der städtischen Kollegien nahm die Stadt die Schenkung dankend an. Stadtdirektor Heinrich Tramm verlieh dem Wunsch Ausdruck, „... daß im Interesse der Verschönerung der Stadt dieses gute Beispiel noch häufige Nachfolge finden möge.“
Der hannoversche Bildhauer Roland Engelhard schuf das Becken und den Brunnenschaft mit Relief aus bayerischem Muschelkalk. „Vielleicht spielt das ... gewählte Motiv des Kinderreigens auf die Zweckbestimmung der [bereits 1902 getätigten] »Heinrich-Struckmeyer-Schenkung« an“. In der an der Beckenrandung erhaben herausgemeißelten Inschrift wurde „Struckmeier“ allerdings mit einem „i“ geschrieben.
Am 30. Juni 1911 wurde der Brunnen an seinem heutigen Standort eingeweiht.
Die 1984 gegründete Bürgerstiftung Haus & Grund hat eine sogenannte „Brunnenpatenschaft“ für den Struckmeier-Brunnen übernommen.